# Anastasio De Filiis
Anastasio De Filiis (Terni, 10 luglio 1577 – Napoli, 10 luglio 1608) è stato un astronomo italiano.

## Biografia
Fu uno dei quattro fondatori dell'Accademia dei Lincei per la quale costruì un astrolabio e della quale fu nominato segretario. Scrisse anche alcune opere naturalistiche e tavole di osservazioni astronomiche che sono però andate perdute.